# Аусфальские ворота

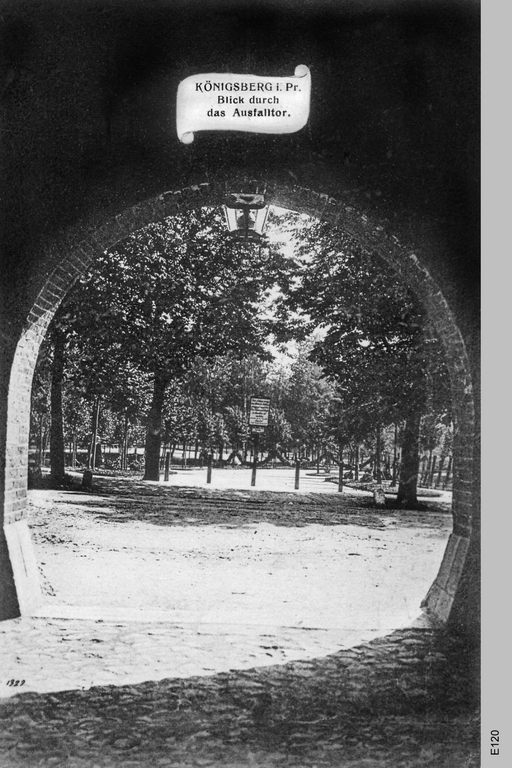
Вид из Аусфальских ворот.

Аусфальские ворота (также: выездные ворота, от нем. Ausfalstor, ворота для вылазок) — одни из восьми сохранившихся городских ворот Калининграда. Расположены в юго-западном углу перекрёстка Гвардейского проспекта и улицы Генерал-фельдмаршала Румянцева, в непосредственной близости от памятника 1200 гвардейцам.
Из всех сохранившихся ворот Аусфальские были перестроены в большей степени.

## История
Первые ворота приблизительно на месте нынешних были построены в двадцатых годах XVII века, во время строительства оборонительного вала вокруг города. Позднее, в 1866 году, ворота были построены заново, в стиле кирпичной готики. Построенные в XIX веке Аусфальские ворота пропускали только пешеходов, и были менее значимы по отношению к остальным городским воротам (о чём говорит, например, более бедное архитектурное оформление). Проектировал новые Аусфальские ворота архитектор Людвиг фон Астер.
Ворота с самого начала врезались в вал и находились фактически ниже уровня земли. В XX веке единственный проезд ворот был заложен. Как и все остальные городские ворота, в 1910 году Аусфальские ворота были проданы военным ведомством городу.
Во время войны Аусфальские ворота были переоборудованы под пункт управления воинскими частями. Обширные внутренние помещения ворот были разделены на отдельные отсеки бетонными стенами. Проходы между отсеками закрывались герметичными защитными дверьми.
После войны ворота использовались как склад, позднее — как бомбоубежище расположенной рядом школы милиции, а позднее в них был расположен коллектор сточных вод.
В 1993 году на верхнем покрытии ворот, которое расположено вровень с уровнем проезжей части Гвардейского проспекта, была построена православная часовня Св. Георгия, посвящённая советским солдатам, погибшим при штурме Кёнигсберга.
Весной 2007 года Аусфальские и Железнодорожные ворота были переданы Калининградскому историко-художественному музею. Планируется реставрация ворот, и размещение в их помещениях музейных экспозиций. Вместе с памятником 1200 гвардейцам и Парком Победы, ворота должны стать частью военно-исторического комплекса.

## Архитектура

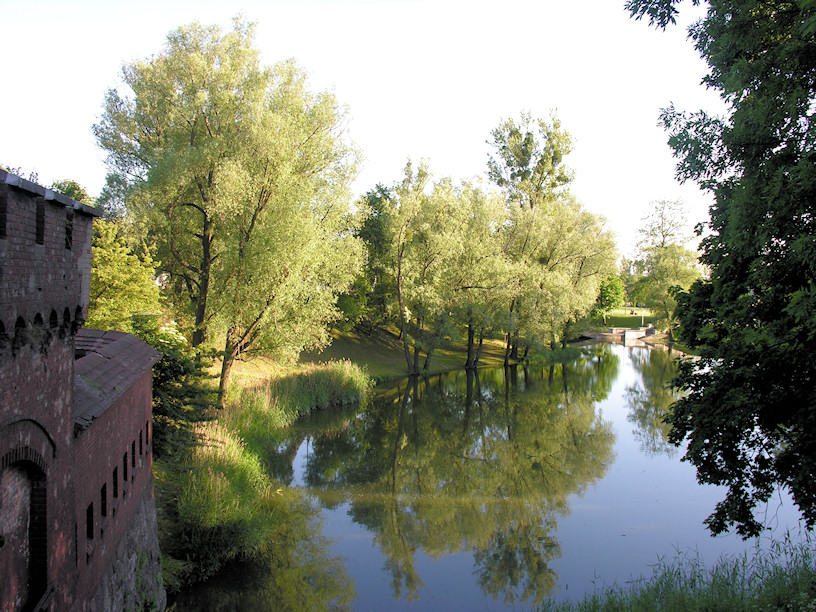
Ров с водой перед Аусфальскими воротами (слева).

Аусфальские ворота имеют только один проезд, к которому с внешней стороны вели лестница и довольно узкий мост (следы которых сохранились до сих пор), что является подтверждением того, что ворота пропускали только пешеходов. По бокам от проезда расположены казематы с амбразурами фронтального и флангового огня. Проезд перекрыт по дуге лучковой аркой, которая украшена наличником с зубцами. Выходящие в ров боковые наружные стены ворот облицованы гранитными плитами, украшеными рустикой в типа квадр.
Над проездом расположена боевая платформа с зубчатым парапетом.